# قرار مجلس الأمن التابع للأمم المتحدة رقم 68
نصّ قرار مجلس الأمن التابع للأمم المتحدة رقم 68، الصادر في 10 فبراير 1949، على إحالة قرار الجمعية العامة للأمم المتحدة رقم 192 إلى لجنة الأسلحة التقليدية لاتخاذ الإجراءات اللازمة وفقًا لشروطه.
تم تمرير القرار بتسعة أصوات، في حين امتنع أوكرانيا والاتحاد السوفيتي عن التصويت.

## روابط خارجية
- نص القرار في undocs.org